# Eparchia ust-kamienogorska
Eparchia ust-kamienogorska (ros. Усть-Каменогорская епархия) – jedna z eparchii Rosyjskiego Kościoła Prawosławnego, z siedzibą w Ust-Kamienogorsku. Nazwa administratury nawiązuje do rosyjskiej nazwy miasta Ust-Kamienogorsk, w języku kazachskim – Öskemen. Jej obecnym (2012) ordynariuszem jest biskup ust-kamienogorski i semipałatyński Amfilochiusz (Bondarienko), zaś funkcję katedry pełni sobór św. Andrzeja w Ust-Kamienogorsku. 	
Eparchia została erygowana decyzją Świętego Synodu Rosyjskiego Kościoła Prawosławnego z października 2011 przez wydzielenie z eparchii pawłodarskiej.

## Biskupi
- Gabriel (Stebluczenko), październik – grudzień 2011[4][5]
- Amfilochiusz (Bondarienko), od 2011[1]